# Vállusi Vadlán-lik
A Vállusi Vadlán-lik a Balaton-felvidéki Nemzeti Park területén található egyik barlang. A Magyarországon található 4 Vadlán-lik közül az egyik. A másik három a Gyenesdiási Vadlány-lik, a Rezi Vadlán-lik és a Vadlán-lik, amelyek szintén a Balaton környékén helyezkednek el.

## Leírás
Kék barlang (kék Ω) jelzésű ösvény vezet hozzá. A turistatérképeken is jelzett barlang sziklafal aljában, a kiszáradt patak medre felett kb. 5 m-re, keskeny, ovális bejárattal nyílik. Turistatérképeken régóta rossz helyen jelölik, összekeverik a Vállusi Kis-barlang helyével. Felső triász fődolomitban keletkezett. Könnyen járható. Bejárásához világítóeszköz szükséges.
Az, hogy kiről (milyen vad leányról) lett elnevezve, nem állapítható meg. Előfordul irodalmában Vadlán-lik (Bertalan, Schőnviszky 1973–1974), Vadlánlik (Margittay 1942), vadlán-lik (Pápa 1943), Vadlán-liktya (Eszterhás 1984), Vadlány-barlang (Pápa 1943), Vadlány-lik (Fehér, Varga 1996),  Vadlány-lyuk (Hazslinszky 1999), Vállusi 1. sz. barlang (Eszterhás 1984), Vállusi-barlang (Láng 1962), Vállusi-sziklaodu (Bertalan, Schőnviszky 1973–1974), Vállusi Vadlánlik (Bertalan 1976) és vállusi Vadlán-lik (Kordos 1984) neveken is.

## Kutatástörténet
A helyiek által régen ismert barlang. Nyomtatásban először 1942-ben lett említve. Az 1943-ban kiadott és Pápa Miklós által írt tanulmányban olvasható, hogy egész különleges helyet foglalnak el a barlangok romantikus történetében a Vadlány-barlangok, vagy ahogy a nép nevezi a vadlán-likak. A Balaton közelében négy is van, Dióson, Válluson, Rezi vára közelében és a Kovácsi-hegyen.
Az 1954. évi Földrajzi Értesítőben az van írva, hogy a Válluson lévő Vadlánlik egy hidrotermális hatásokat mutató kis dolomithasadék. Az 1965. évi Karszt- és Barlangkutatási Tájékoztatóban publikált és Dornyay Béláról szóló nekrológban szó van arról, hogy a Balaton és környéke című útikönyvben Dornyay Béla bemutatja a vállusi Vadlánlikat.
Az 1975. évi Földrajzi Értesítőben szó van arról, hogy a Vállus külterületén található Vállusi vadlánlik fődolomitban jött létre. A barlang egy kőfülke. A Szobakő-barlangnál sokkal kisebb, amely szintén kőfülke. A Bertalan Károly és Schőnviszky László által írt, 1976-ban megjelent Magyar barlangtani bibliográfia barlangnévmutatójában meg van említve a Keszthelyi-hegységben lévő barlang Vadlán-lik néven Vállusi-sziklaodu névváltozattal. A barlangnévmutatóban fel van sorolva 3 irodalmi mű, amelyek foglalkoznak a barlanggal.
Az 1976-ban befejezett Magyarország barlangleltára című kéziratban az olvasható, hogy a Bakonyban és a Keszthelyi-hegységben, Válluson helyezkedik el a Vállusi Vadlánlik. A Kisláz-tető K-i sziklafalában van a bejárata. Meszes dolomitban jött létre a kis hasadékbarlang. A kézirat barlangra vonatkozó része 3 irodalmi mű alapján lett írva. Az 1984-ben napvilágot látott Lista a Bakony barlangjairól című összeállítás szerint a Keszthelyi-hegységben, a 4440-es barlangkataszteri tájegységben, Válluson helyezkedik el a Vadlán-lik, amelynek további nevei Vadlán-liktya, Vállusi-sziklaodu és Vállusi 1. sz. barlang. Karsztos üreg.
Kordos László 1984-ben kiadott könyvének országos barlanglistájában szerepel a barlang vállusi Vadlán-lik néven. A listához kapcsolódóan látható a Déli-Bakony, a Balaton-felvidék és a Keszthelyi-hegység barlangjainak földrajzi elhelyezkedését bemutató 1:500 000-es méretarányú térképen a barlang földrajzi elhelyezkedése. 1995-ben Fehér Csaba Endre és Varga Miklós a Keszthelyi-fennsík denevérfaunájának vizsgálatakor egy hím barna hosszúfülű-denevért figyeltek meg benne. Alaprajz térképét, hosszmetszet térképét és két keresztmetszet térképét Micheller Szilvia szerkesztette meg 2000-ben a saját felmérése alapján.